# Winter-Stadion
Das Winter-Stadion (hebräisch אִצְטַדְיוֹן וִינְטֶר Itzṭadjōn Winter) ist ein Fußballstadion in der israelischen Stadt Ramat Gan. Die Stifter des Stadions benannten es nach ihren Söhnen Jack R. Winter und Michael Winter aus Milwaukee. 
Derzeit bestreitet der unterklassige Verein Hakoach Amidar Ramat Gan seine Heimspiele in diesem Stadion. 1983 fand die Stadioneröffnung statt. Das Stadion fasst 8.000 Zuschauer.